# Evangelický kostel (Jablonné v Podještědí)
Evangelický křížový kostel (zvaný též německý) v Jablonném v Podještědí (německy Evangelische Kreuzkirche in Deutsch-Gabel) je stavba z roku 1902. Kostel byl postaven místními německými evangelíky v novogotickém slohu. Nachází se na nevelkém vršku mezi ulicemi Lidická a Valtinovská.

## Dějiny

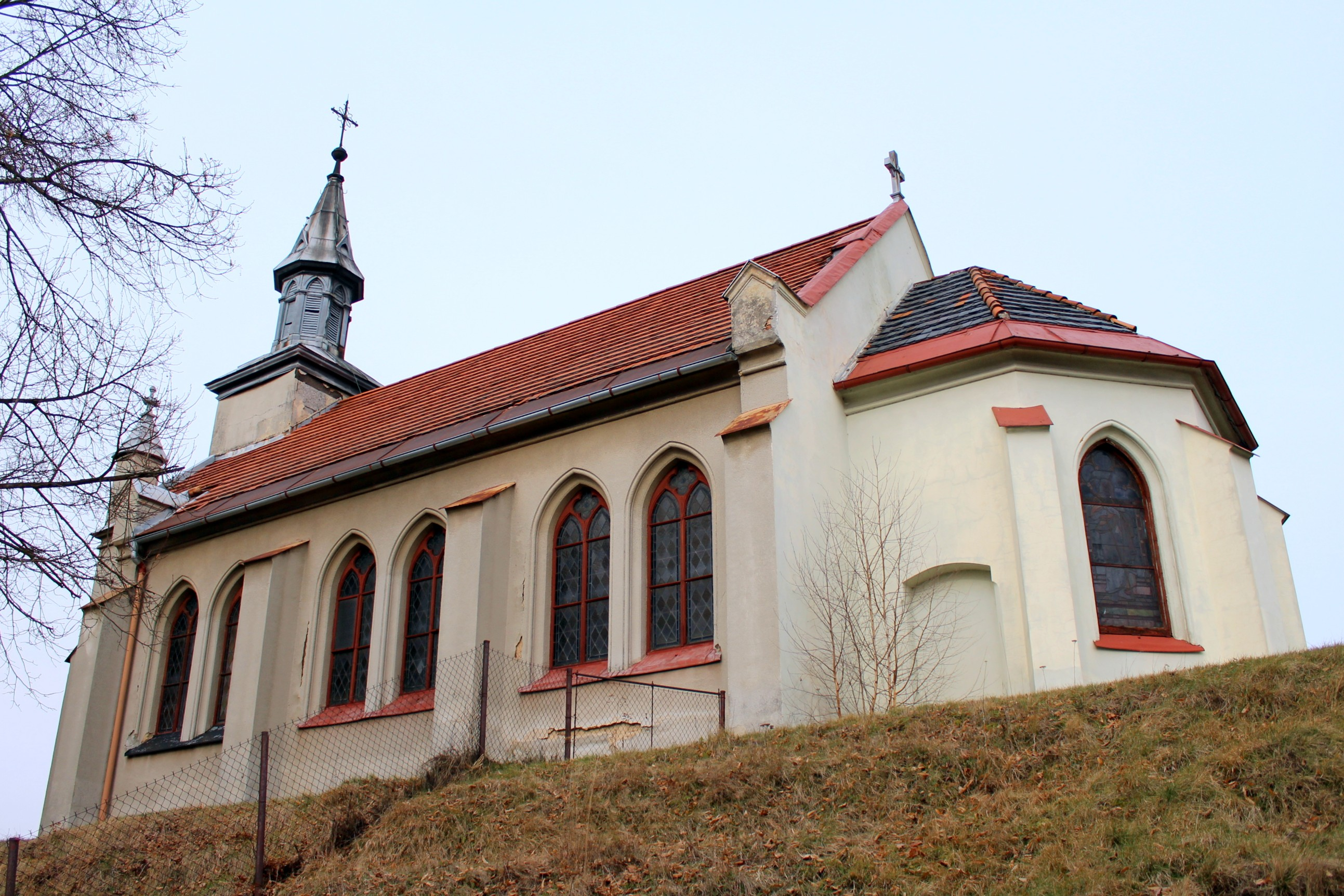
Pohled na kostel z úvozu pod kopečkem

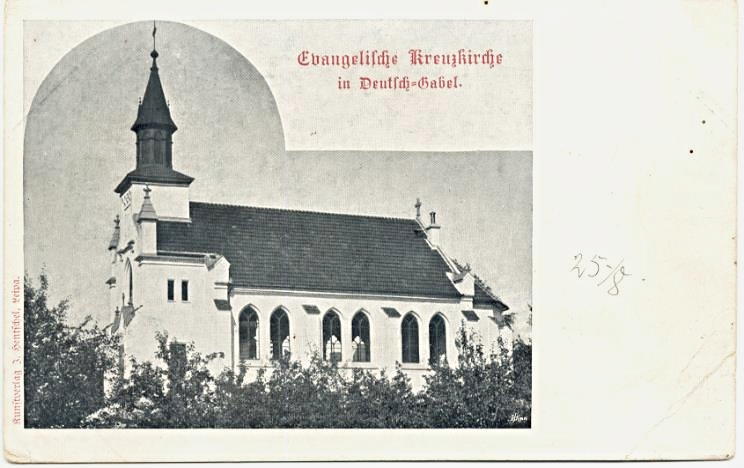
Kostelík na historické pohlednici

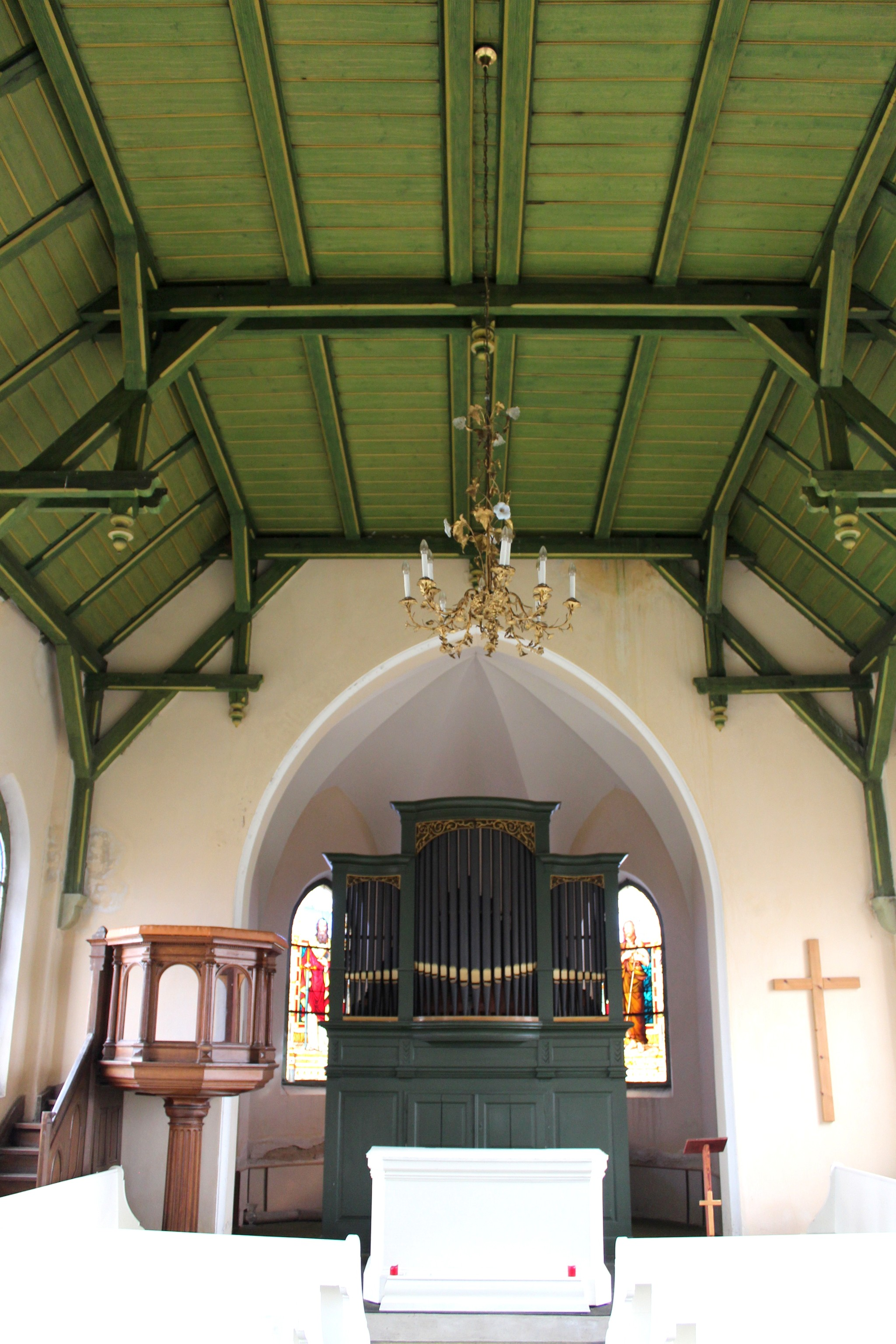
Interiér kostela

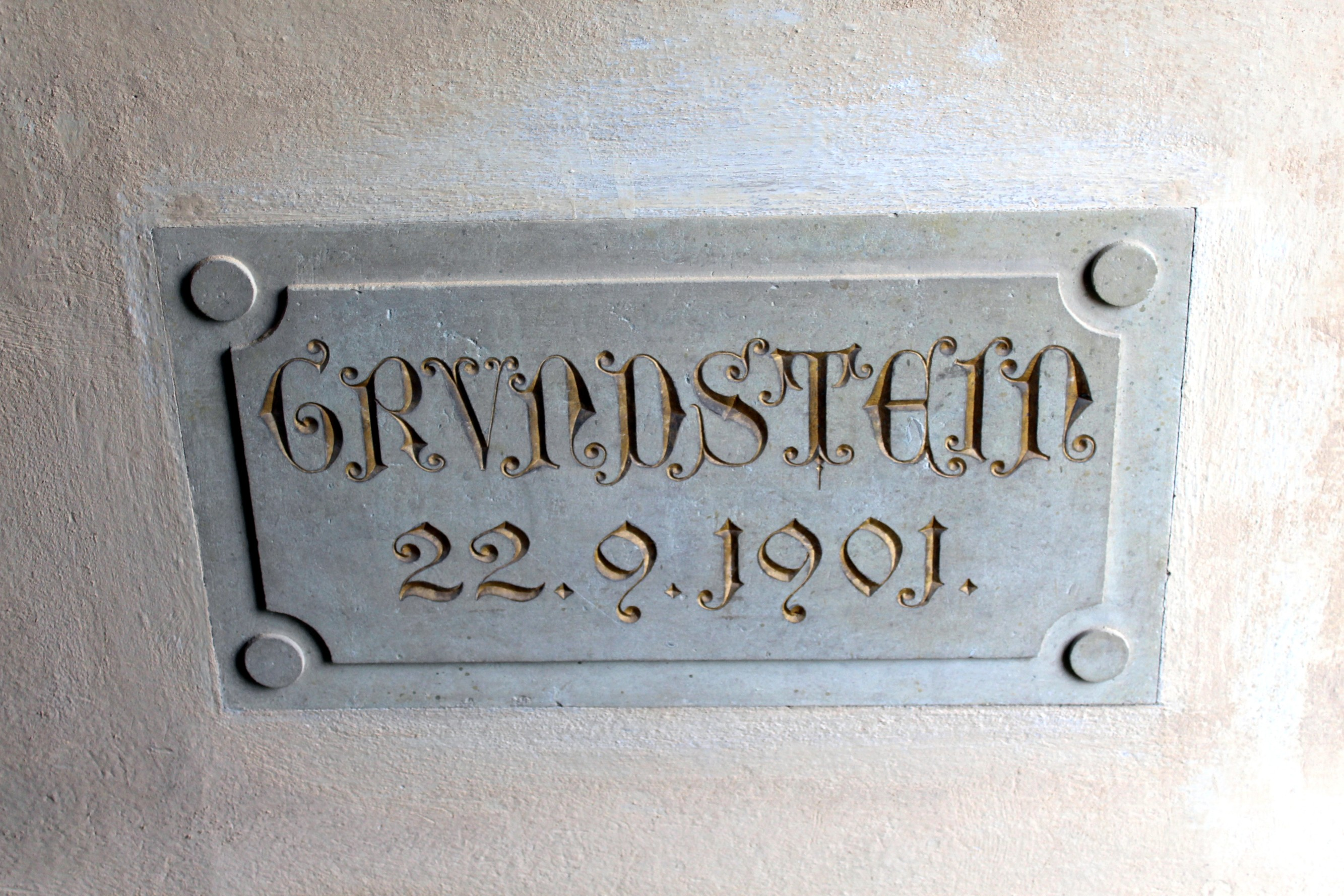
Deska základního kamene kostela

Stavba kostela byla zahájena 22. září 1901 místními evangelíky, tehdy většinou německé národnosti. Stavbu realizovala firma Melzen z Liberce.
Kostel byl slavnostně vysvěcen 21. července 1902.
Po druhé světové válce připadl kostel do správy Českobratrské církve evangelické, která se zde v bohoslužbách střídala s československou církví.
Po smrti evangelického faráře Josefa Hornycha, kdy museli odejít také kněží církve československé husitské, začal kostel chátrat. Měnili se často uživatelé kostela a dočasně sloužil také jako skladiště. Někteří členové církve se pokoušeli získat prostředky na záchranu kostela, např. farářka Jiřina Klásková z Hrádku nad Nisou, což se jí také nakonec podařilo. Za přispění tehdejšího ONV v České Lípě farníci kostel opravovali ve svém volném čase. Kostel se podařilo opravit natolik, že 4. října 1986 mohl být slavnostně znovuvysvěcen.

## Popis
Jednoduchá jednolodní novogotická stavba s kůrem a sakristií není orientovaná, presbytář směřuje k jihovýchodu. Důvodem je umístění na vrcholku nevysokého terénního svahu. Vstup do kostela je na severozápadní straně. Polygonální presbytář nezvykle vyplňují varhany a jsou v něm dvě vitrážová okna, dar protestantských žen z Löbau a ze Žitavy, která symbolizují apoštola Pavla a Jana Křtitele.

## Současnost
22. září 2001 se v kostele konaly oslavy 100. výročí položení základního kamene, kdy byla také věnována vzpomínka členům německé evangelické církve, kteří kostel zakládali.
Bohoslužby náboženské obce Liberec se v Jablonném konají jednou za 14 dní, v kostele jen v létě, jinak v domově pro seniory.